# Cop de Casado
El cop de Casado va constituir un dels últims actes de la Guerra Civil espanyola. El cop d'Estat, que es va iniciar el 5 març de 1939, va estar encapçalat pel coronel Segismundo Casado, cap de l'Exèrcit del Centre, i va rebre el suport de totes les forces polítiques de la zona republicana que advocaven per posar fi a la guerra civil, ja que la consideraven completament perduda, i entre les quals es trobaven els socialistes "antinegrinistes" encapçalats a Madrid per Julián Besteiro, els anarquistes i els republicans d'esquerra.
El cop "casadista" derrocà el govern republicà del socialista Juan Negrín, que defensava continuar resistint, tot i que després de la caiguda de Catalunya al principi de febrer del 1939 la situació de la República era desesperada. El cop va triomfar, després de desencadenar a Madrid una guerra civil dins de la guerra civil entre les forces "casadistes" i els comunistes, els únics que encara donaven suport (juntament amb un petit sector del PSOE) a la política de resistència de Negrín. Es va formar llavors un Consell Nacional de Defensa que va iniciar les converses amb el bàndol revoltat, però el general Franco, com ja havia dit en nombroses ocasions, només va acceptar la rendició incondicional de l'Exèrcit Popular Republicà. Així, les tropes franquistes van ocupar Madrid, València i tota la zona centre-sud, l'últim territori espanyol sota l'autoritat de la Segona República Espanyola, sense trobar a penes resistència. Va ser el final de gairebé tres anys de guerra.